# Лейк-Шор (тауншип, Миннесота)
Лейк-Шор (англ. Lake Shore) — тауншип в округе Лак-ки-Парл, Миннесота, США. На 2000 год его население составило 239 человек.

## География
По данным Бюро переписи населения США площадь тауншипа составляет 139,6 км², из которых 133,8 км² занимает суша, а 5,8 км² — вода (4,16 %).

## Демография
По данным переписи населения 2000 года здесь находились 239 человек, 90 домохозяйств и 73 семьи.  Плотность населения —  1,8 чел./км².  На территории тауншипа расположено 103 постройки со средней плотностью 0,8 построек на один квадратный километр. Расовый состав населения: 97,49 % белых, 1,67 % афроамериканцев, 0,42 % азиатов и 0,42 % приходится на две или более других рас.
Из 90 домохозяйств в 35,6 % воспитывались дети до 18 лет, в 70,0 % проживали супружеские пары, в 5,6 % проживали незамужние женщины и в 17,8 % домохозяйств проживали несемейные люди. 16,7 % домохозяйств состояли из одного человека, при том 4,4 % из — одиноких пожилых людей старше 65 лет. Средний размер домохозяйства — 2,66, а семьи — 2,99 человека.
27,2 % населения — младше 18 лет, 5,0 % — в возрасте от 18 до 24 лет, 30,1 % — от 25 до 44, 23,8 % — от 45 до 64, и 13,8 % — старше 65 лет. Средний возраст — 39 лет. На каждые 100 женщин приходилось 111,5 мужчин.  На каждые 100 женщин старше 18 приходилось 117,5 мужчин.
Средний годовой доход домохозяйства составлял 37 250 долларов, а средний годовой доход семьи —  40 694 доллара. Средний доход мужчин —  25 625  долларов, в то время как у женщин — 18 750. Доход на душу населения составил 15 992 доллара. За чертой бедности находились 2,6 % семей и 4,0 % всего населения тауншипа, из которых 2,8 % младше 18 лет.